# Völkisches Rechtsdenken
Völkisches Rechtsdenken bezeichnet die Grundgedanken, die die nationalsozialistische Gesetzgebung und die Rechtsprechung verwirklichten und die die Rechtslehre beschrieb. Die bedeutendsten Grundsätze sind:
- der Führer gestaltet und vollstreckt den Volkswillen,
- die nordische Rasse ist die hochwertigste,
- das deutsche Volk ist ein Herrenvolk,
- minderwertige Rassen dürfen vernichtet werden,
- der Einzelne ist nachrangig gegenüber dem Volk.

Das völkische Rechtsdenken setzte sich in der Zeit des Nationalsozialismus in der gesamten Rechtsordnung durch, im öffentlichen Recht, im Privatrecht und im Strafrecht. Es war Teil der nationalsozialistischen Weltanschauung und führte geradlinig auf den Holocaust zu.

## Grundlegende Schriften des völkischen Denkens
Die authentische nationalsozialistische Lehre ist in Adolf Hitlers Mein Kampf dargestellt. Ergänzend kann das 25-Punkte-Programm der NSDAP und das Buch Der Mythus des Zwanzigsten Jahrhunderts von Alfred Rosenberg herangezogen werden. Völkisches Gedankengut wurde schon vor dem Ersten Weltkrieg verbreitet. Während der Weimarer Republik erhielten völkische Gruppen gewaltigen Auftrieb. Nach Auffassung Hitlers waren die von ihnen vertretenen Thesen sektiererisch und einer breiten Öffentlichkeit nicht vermittelbar. Er formulierte deshalb völkisches Gedankengut neu und verknüpfte es mit rassetheoretischen Vorstellungen. Die nationalsozialistische Weltanschauung war ein Ideengebäude mit hoher Konsistenz und innerer Folgerichtigkeit, an dem die praktische Politik tatsächlich ausgerichtet wurde. Sie ist allerdings keine echte Weltanschauung, weil sie es unterlassen hat, Erkenntnisse zu einem sinnvollen Grundverständnis des menschlichen Daseins zu verknüpfen.

## Ausgangspunkte des völkischen Rechtsdenkens
Die Erde werde vom Kampf der Rassen bestimmt. Die Herrschaft über die Erde sei ein Wanderpokal, der jeweils an die stärkste Rasse gehe. Oberstes politisches Ziel sei deshalb der Rassenerhalt und die Rassenverbesserung. Die höchste Rasse sei die arische Rasse, die trotz jahrhundertelanger Rassenmischung im deutschen Volke noch am reinsten verkörpert sei und dort den Rassekern bilde. Das deutsche Volk könne als Mischvolk im Wege der Aufnordung verbessert werden. Nach völkischer Auffassung sei das deutsche Volk mehr als ein Staatsvolk im Sinne der Drei-Elemente-Lehre des Staatsrechts. Es sei vielmehr eine biologische Lebensgemeinschaft, die geschlossen sein soll. Artfremde müssten aus dem deutschen Volksverband ausscheiden. Die biologische Lebenseinheit werde durch Naturgemeinsamkeiten geprägt, nämlich die Rasse und das Leben in einem abgegrenzten Raum, der Heimat. Prägend seien daneben auch Kulturgemeinsamkeiten wie Volkstum, Sprache und gemeinsames geschichtliches Erleben. Diese Erkenntnisse ergäben sich aus der natürlichen, lebendigen Auffassung.  Das Volk sei der Urgrund des politischen Geschehens und gäbe Staat und Recht einen konkreten Sinn. Der Staat sei dadurch nicht mehr Selbstzweck und das Recht entwickele sich vom abstrakten Normengefüge zum völkischen Recht. Das Volk werde vom artgleichen Führer geführt. Der Führer sei oberstes Staatsorgan, oberster Gesetzgeber, oberster Richter und oberster Feldherr des deutschen Volkes. Nach völkischem Lebensgesetz sei der Führer Ausdruck des Volkswillens zur Erhaltung und Fortentwicklung des Volkstums. Er erkenne, forme und vollstrecke den Volkswillen. Er sei als Träger der höchsten Souveränität alleiniger Ursprung allen Rechts. Die Sendung es Führers sei es, die nordische Rasse im deutschen Volke zur Weltherrschaft zu führen. In politischen Belangen sei der Führer unfehlbar. Mit diesen Auffassungen geht der Nationalsozialismus über die zeitgenössischen Faschismen Italiens, Kroatiens und Rumäniens hinaus. Nach Auffassung eines Teils der völkischen Rechtslehre hat der Nationalsozialismus mit seinem Verständnis des Staatsrechts die Spitze der Rechtsentwicklung in der Welt erreicht. Zusammengefasst sei Recht, was arische Menschen als Recht empfinden. Das Recht sei Ausdruck der arischen Blutsgemeinschaft und mehr als in einem hierfür vorgesehenen Verfahren gesetztes Recht. Hans Frank, der spätere Reichsrechtsführer formulierte schon 1926 den Leitsatz: Alles was dem Volke nützt ist Recht; alles was ihm schadet, ist Unrecht.

## Die Rassenideologie

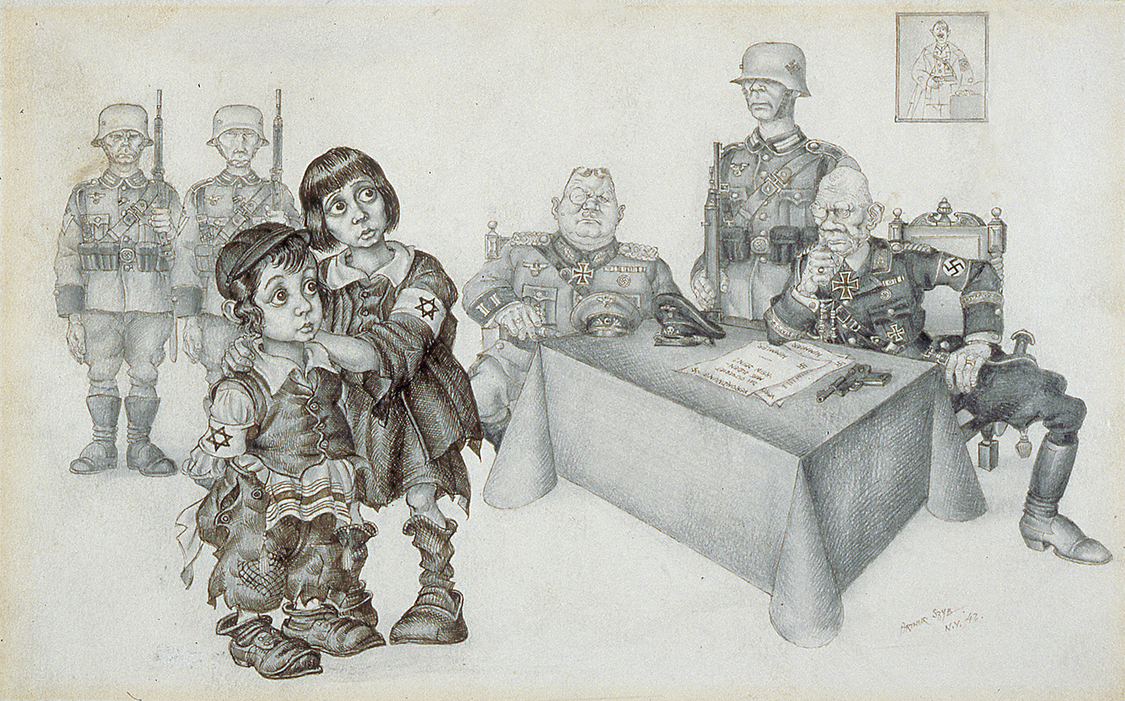
Arteigene und Artfremde von Arthur Szyk

Zu den Rassen, die um die Weltherrschaft kämpfen, gehöre auch das artfremde Judentum, obwohl es eine minderwertige Rasse sei. Gestatte ein Volk die Durchmischung mit Juden, sei es dem Untergang geweiht, und wenn es untergehe, so sei dies die Wiederherstellung des Rechts. Nach wissenschaftlicher Erkenntnis in der ersten Hälfte des 20. Jahrhunderts gab es menschliche Rassen mit vererblichen körperlichen Merkmalen. Diese Merkmale waren jedoch deskriptiv und erlaubten keine Wertung; die Verwendung des Begriffs Rasse als Wertkategorie war wissenschaftlich unzulässig. Bei Juden ließ sich eine Rassezugehörigkeit auch nach zeitgenössischen Kriterien nicht nachweisen. Deshalb griff die völkische Gesetzgebung auf die Religionszugehörigkeit zurück: als Jude galt, wer einen jüdischen Großelternteil hatte. Eine besondere Rassenzugehörigkeit wurde also gesetzlich fingiert.
Zu den artverwandten Völkern gehörten: Niederländer, Norweger, Schweden, Engländer, Dänen, Flamen, Esten, Finnen, Franzosen, Italiener, zeitweise auch Tschechen und Polen. Als artfremd galten: Juden, Zigeuner, asiatische und afrikanische Rassen, die Ureinwohner Australiens und die Ureinwohner Nordamerikas.

## Übertragung der völkischen Rassenideologie in die Gesetzgebung

### Erste Phase der Rassengesetzgebung
Die schon im April 1933 begonnene antisemitische Gesetzgebung schaltete die Juden aus dem öffentlichen Leben aus. Sie richtete sich zunächst gegen Angehörige von Berufen, die Hitler der gehobenen Bourgeoisie zurechnete. Das Reichsgericht erklärte 1936 in einem Rechtsstreit gegen Erik Charell verallgemeinernd, dass ab dem 30. Januar 1933 nur noch Deutschstämmige als rechtlich vollgültig zu behandeln seien, und deshalb Juden den „bürgerlichen Tod“ erlitten hätten. Sie hätten aus allen verantwortlichen Stellen des öffentlichen Lebens auszuscheiden.
Bevor das erste antisemitische Gesetz erlassen war, wurden jüdische Notare im Landgerichtsbezirk Berlin vom Präsidenten des Landgerichts von ihrer Verpflichtung zur Amtsausübung entbunden. Er empfahl ihnen dringend, ihr Amt nicht mehr auszuüben. Später wurde ihnen aufgegeben, ihre Akten beim Landgerichtspräsidenten abzugeben. Grundlage für das Handeln der Landgerichtspräsidenten war ein Erlass des Reichskommissars für das Preußische Justizministerium vom 1. April 1933.
Die ersten antisemitischen Gesetze wurden am 7. April 1933 erlassen; danach waren Beamte, die jüdischer Abstammung waren, in den Ruhestand zu versetzen. Zu den Beamten zählten auch die Hochschullehrer, Richter und Staatsanwälte. Die Zulassung jüdischer Rechtsanwälte zum Anwaltsberuf konnte aufgrund eines Gesetzes vom gleichen Tage zurückgenommen werden. Kurz darauf verloren die jüdischen Patentanwälte ihre Berufszulassung. Noch im gleichen Monat wurde die Tätigkeit jüdischer Kassenärzte beendet. Im Mai 1933 wurde erstmals der Beruf des Steuerberaters gesetzlich anerkannt. Den Juden wurde eine Allgemeinzulassung versagt. In Einzelfällen konnten aber jüdische Rechtsanwälte und Notare als Bevollmächtigte oder Beistände zugelassen werden. Im Juni 1933 wurde die Tätigkeit jüdischer Kassenzahnärzte und Kassenzahntechniker beendet. Als Journalist durfte nur noch tätig sein, wer als Schriftleiter staatlich zugelassen war. Nicht zugelassen wurde, wer Jude war, oder mit einem jüdischen Ehepartner verheiratet wer.
Filmschaffende jüdischer Abstammung konnten nicht Mitglieder der vorläufigen Filmkammer werden. Nur Mitglieder dieser Kammer durften an einem Film mitwirken. Andernfalls durfte der Film nicht gezeigt werden und die Beteiligten konnten bestraft werden.
Vorerst verschont blieben Sport und Theater.

### Zweite Phase der Rassengesetzgebung
1933 wurden die Nürnberger Gesetze in Kraft gesetzt, die die Inhumanität in Paragraphenform fassten. Mit dem Reichsbürgergesetz wurden zwei verschiedene Gruppen von Staatsangehörigen geschaffen: Staatsangehörige deutschen oder artverwandten Blutes als Reichsbürger und Artfremde als bloße Staatsangehörige. Damit wurden Juden endgültig zu Staatsbürgern minderen Rechts. Von Bedeutung waren insbesondere die hierzu erlassenen Rechtsverordnungen, die Materien außerhalb des Staatsangehörigkeitsrechts regelten. Eine Rechtsverordnung bestimmte, ab wann ein Unternehmen jüdisch war, dass es in eine besondere Liste einzutragen war, und dass jüdische Unternehmen besonders gekennzeichnet werden konnten.  Nach dem Gesetz zum Schutze des deutschen Blutes und der deutschen Ehre durften zwischen Juden und Staatsangehörigen deutschen oder artverwandten Blutes keine Ehen mehr geschlossen werden. Außerehelicher Geschlechtsverkehr war strafbar. Nach Auffassung des Reichsgerichts war dieses Gesetz eines der Grundgesetze des nationalsozialistischen Staates. Mit dem Gesetz zum Schutze des deutschen Blutes und der deutschen Ehre wurde tief in den Kernbereich der privaten Lebensgestaltung eingegriffen.

### Dritte Phase der Rassengesetzgebung
Ab 1938 wurde Juden verboten, ein Handelsgeschäft zu betreiben oder ein Handwerk selbständig auszuüben, oder einen Industriebetrieb zu führen. Wenig später konnte ihnen aufgegeben werden, ihren Gewerbebetrieb und ihren Grundbesitz zu veräußern. Sie durften auch keine Grundstücke mehr erwerben. Die Veräußerungspflicht beabsichtigte die Zwangsarisierungen, einen Raubzug an jüdischem Vermögen.
Ab 1937 häuften sich die Wohnraumkündigungen von Vermietern gegenüber ihren jüdischen Mietern.
Ab 1939 konnte ein Mietverhältnis mit Juden ohne Rücksicht auf das Mieterschutzgesetz innerhalb der gesetzlichen Kündigungsfrist gekündigt werden.
Das Gesetz wurde damit begründet, dass es der fortschreitenden Ausscheidung der Juden aus deutschen Wohnstätten den Weg ebnen solle. Die geräumten jüdischen Mieter konnten in noch nicht arisierte Wohngebäude jüdischer Grundstückseigentümer eingewiesen werden. Das Gesetz war die mietrechtliche Grundlage für die Ghettoisierung in Judenhäusern.

## Der Holocaust

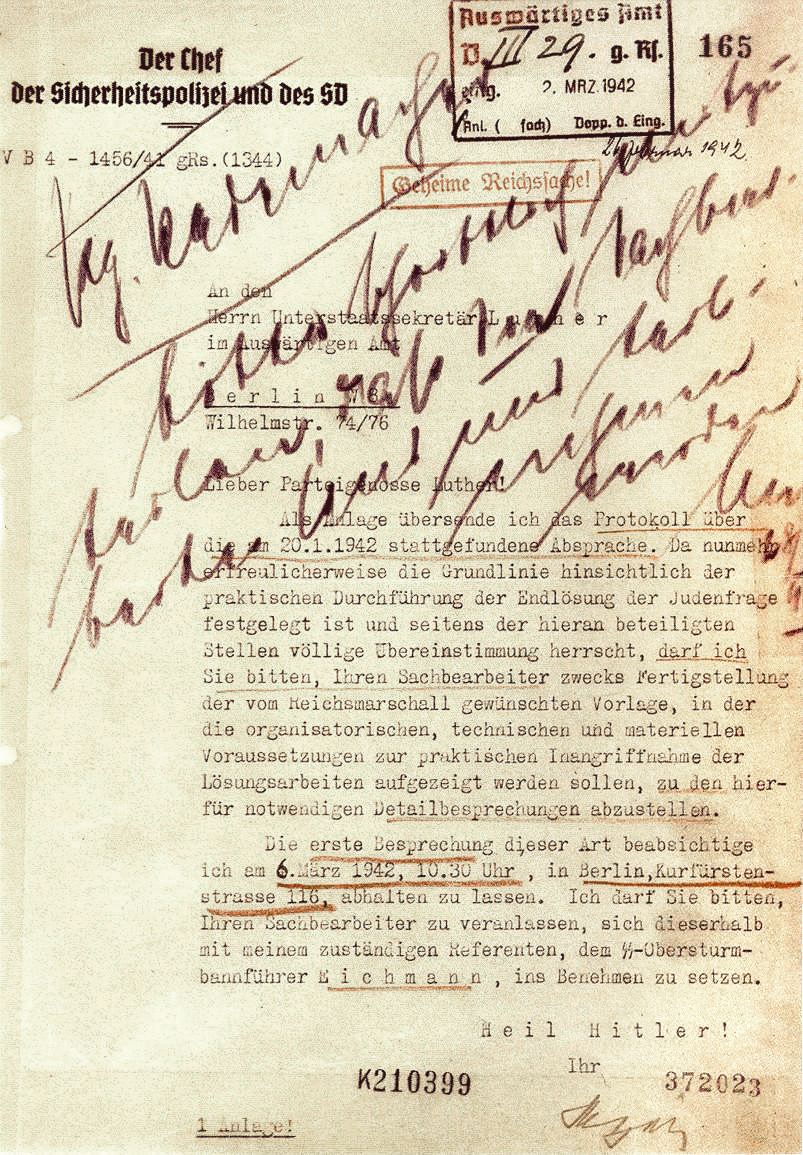
Einzelheiten der "Endlösung"

Eine gesetzliche Ermächtigung zum Holocaust räumte Hitler nicht ein; ein „Gesetz zur Endlösung der Judenfrage“ gab es nicht. Es gab aber aufeinander abgestimmte Vorschriften, die den Holocaust in die Wege leiteten und dem Deutschen Reich die Vermögensvorteile sicherten:
- Den Juden wurde am 23. Oktober 1941 die zuvor geförderte Auswanderung ins Ausland verboten, damit kein Jude mehr den Deportationen entging.[57]

- Juden, die deportiert wurden, wurden hierzu in Schutzhaft genommen. Gegen die Anordnung von Schutzhaft gab es keinen Rechtsschutz vor den Verwaltungsgerichten.[58]

- Ein Jude, der deportiert wurde, verlor sein Vermögen an das Deutsche Reich sowie seine deutsche Staatsangehörigkeit.[59]

## Der Völkermord an den Europäischen Roma
Der Völkermord an den europäischen Roma wurde nicht durch oder aufgrund eines veröffentlichten Gesetzes begangen. In einem Runderlass kündigte Heinrich Himmler, der Reichsführer SS und Chef der Deutschen Polizei an, dass eine endgültige Lösung der Zigeunerfrage aus der Rasse heraus in Angriff genommen wird. Die endgültige Feststellung, ob eine gemeldete Person Zigeuner ist, traf das Reichskriminalamt aufgrund eines Sachverständigengutachtens. Aufgrund einer Vereinbarung Himmlers mit dem Reichsjustizminister Thierack vom 18. Dezember 1942 sollten Zigeuner dem Reichsführer SS zur Vernichtung durch Arbeit in einem Konzentrationslager ausgeliefert werden. Aufgrund eines Erlasses von Himmler vom 16. Dezember 1942 wurden die Roma familienweise zur Ermordung in das Konzentrationslager Auschwitz eingewiesen.

## Das völkische Verfassungsrecht
Eine völkische Verfassung in Gestalt einer einzelnen, in sich abgeschlossenen Verfassungsurkunde, die gegen eine Änderung besonders gesichert war, gab es nicht. Als Verfassung wurden die Gesetze bezeichnet, die Ernst Rudolf Huber in seinem Handbuch: Verfassungsrecht des Großdeutschen Reiches als Verfassungsgesetze beschrieb, und in ihrem systematischen Zusammenhang darstellte. Nach nationalsozialistischer Auffassung war die völkische Verfassung eine ungeschriebene, lebendige Ordnung, in der die politische Gemeinschaft des deutschen Volkes ihre Einheit und Ganzheit findet.

### Volk und Führung
Das deutsche Volk, das sich um einen arischen Rassekern gebildet habe, wird einheitlich geführt durch eine einzige Partei, die NSDAP, welche eine politische Auslese darstelle. Diese wiederum wird geführt durch Adolf Hitler, den Führer. Der Führer erkenne den Volkswillen, gestalte ihn frei und unabhängig, bringe ihn zum Ausdruck und vollstrecke ihn. Das Volk, geführt von Führer und NSDAP, befehle dem Staat. Da Führung und Volk miteinander verschmolzen waren, war nach Darstellung des Reichsrechtsführers Hans Frank die nationalsozialistische Staatsform die einzig wirklich demokratische der Welt. Hitler selbst hielt Demokratie für einen Irrsinn.

### Der Einzelne
Der einzelne Angehörige des Volkes, der Volksgenosse, sei Gefolgsmann des Führers und habe den Platz im Volksgefüge, den der Führer oder sein bevollmächtigtes Organ ihm zuweise. Der Volksgenosse ist zwar Angehöriger eines Herrenvolks, aber Rechte stehen nicht ihm zu, sondern dem Volk, dem er angehört. Eine Einzelperson hat keine Rechte um ihrer selbst willen. Der Volksgenosse schulde dem Führer Gefolgschaft, also Treue und Gehorsam. Um die Gefolgschaft herum bilden sich einige Kernstellungen: das Recht, ein Arbeitsverhältnis einzugehen, Eigentum an beweglichen Sachen und Grundstücken zu begründen, oder eine Familie zu gründen im Rahmen der Verpflichtung, sich fortzupflanzen. Diese Rechte sind nicht grundrechtsähnlich, sondern stehen unter dem Vorbehalt der anderweitigen Entscheidung des Führers.

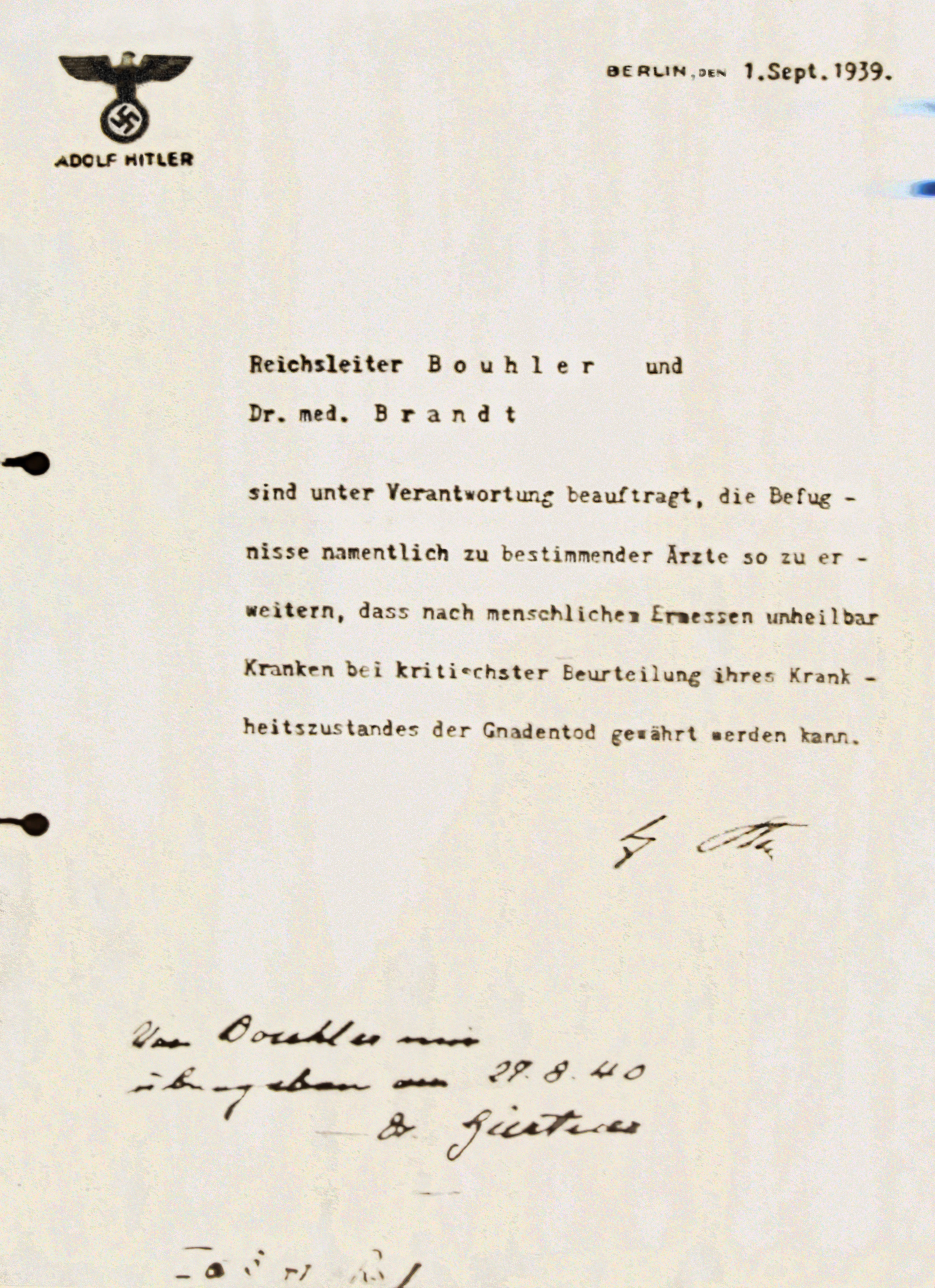
Anordnung der Krankenmorde

Der Grundsatz, dass die Einzelperson keine Rechte um ihrer selbst willen habe, kommt deutlich zum Ausdruck bei der Zulassung von Zwangssterilisationen, besonders von Frauen, zur Verhütung erbkranker Kinder.
Die Unfruchtbarmachung konnte der Amtsarzt oder der Leiter einer Behinderteneinrichtung beantragen. Ziel der Zwangssterilisationen war, das biologisch minderwertige Erbgut auszuschalten. Die Unfruchtbarmachung soll eine allmähliche Reinigung des Volkskörpers und die Ausmerzung von krankhaften Erbanlagen bewirken.
Das Erbgesundheitsgericht, das die Entscheidung über die Unfruchtbarmachung traf, musste auf den Willen und die Belange des Betroffenen keine Rücksicht nehmen.
Der Deutsche Bundestag bezeichnete die beabsichtigte Reinigung des Volkskörpers und die Ausmerzung krankhafter Erbanlagen als rassistische Wahnidee, die die unantastbare Würde jedes Menschen verletzt. Er beschloss 2007 die Ächtung des Gesetzes. Die auf die Zwangssterilisationen folgenden Krankenmorde ordnete Hitler in einem informellen und nicht veröffentlichten Schreiben an und ließ die Morde verdeckt durchführen.
Im Verwaltungsrecht galt der Grundsatz, dass die Verwaltungsgerichtsbarkeit nur eingreift, wenn bei Erlass eines Verwaltungsakts die Belange des Einzelnen beeinträchtigt werden und zugleich die Volksordnung gestört wird. Sie wird nicht tätig, nur um Rechtsschutz gegen Verletzung der Rechte Einzelner zu gewähren.

### Staatsaufbau
Im Staatsaufbau galt der Grundsatz: Ein Volk, ein Reich, ein Führer. Die Länder hatten seit 1934 keine eigenen Befugnisse mehr, die Gemeinden seit 1935. Der Führerstaat wurde zum Zentralstaat. Der Führer war Führer von Volk, Staat und NSDAP. Er war Staatsoberhaupt, Regierungschef, oberster Gesetzgeber, oberster Richter des deutschen Volkes, Oberbefehlshaber der Wehrmacht und ab 1941 zusätzlich noch Oberbefehlshaber des Heeres. 1934 ließ Hitler unter dem Vorwand des Röhm-Putsches 85 Nationalsozialisten erschießen. Durch Gesetz der Reichsregierung wurden die Erschießungen nachträglich als Staatsnotwehr legitimiert. 1942 ließ Hitler den Reichstag beschließen, dass er jeden Deutschen ohne Einhaltung eines vorgeschriebenen Verfahrens aus seinem Amt entfernen konnte. Die Weimarer Reichsverfassung galt ab den 30. Januar 1933 nicht mehr. Diese Auffassung vertraten die völkischen Juristen ebenso wie die heutige Verfassungslehre.

## Völkisches Strafrecht
Der rechtsstaatliche Grundsatz: „Keine Strafe ohne Gesetz“ wurde teils aufgehoben, teils mit Einzelgesetzen durchbrochen. Es konnte zu Strafen verurteilt werden, wenn die Handlung einem gesetzlichen Straftatbestand ähnlich war, oder das Strafgesetz bei Begehung der Tat noch gar nicht erlassen war. Ab 1936 bestanden keine Rechtsmittel gegen Verwaltungsakte der Gestapo mehr, insbesondere nicht mehr gegen die Einweisung in ein Konzentrationslager. Strafmaßnahmen konnten auch ohne Beteiligung der Staatsanwaltschaften und Gerichte angeordnet werden. So wurden ab 1943 strafbare Handlungen von Juden nur noch durch die Polizei geahndet, also durch Einweisung in ein Konzentrationslager.
Auch eine Mehrfachbestrafung durch Justiz und Polizei konnte erfolgen, meist durch Einweisung in ein Konzentrationslager nach Strafverbüßung. Auf dem Erlasswege wurde 1937 die Vorbeugungshaft eingeführt für aus der Haft entlassene Straftäter und für Asoziale und Alkoholiker, die sich nicht strafbar gemacht hatten. Die Vorbeugungshäftlinge wurden in Konzentrationslager eingewiesen, auch wenn sie ihre Strafe schon verbüßt hatten. Ab 1939 sollte die Gestapo bei allen Straftaten, die als Sabotage gegen Geschlossenheit und Kampfwillen des deutschen Volkes anzusehen sind, sofort Schutzhaft verhängen. Es sollte dadurch eine Überstellung festgenommener Personen an den Ermittlungsrichter vermieden werden und die sofortige Einweisung in ein Konzentrationslager ermöglicht werden. Die Festgenommenen durften exekutiert werden, ohne dass ein Gericht sie zum Tode verurteilt hatte. In vielen fällen ordnete Hitler selbst die Exekution an, auch wenn ihm der Fall nur durch eine Pressenotiz bekannt war. Ab 1942 sollten alle Sicherungsverwahrten, Juden, Russen, Zigeuner und Ukrainer nach einer Entscheidung des Reichsjustizministers aus dem Strafvollzug an die SS zur Vernichtung durch Arbeit ausgeliefert werden.

Zentrale Hinrichtungsstätten der Justiz im Deutschen Reich (1944)

Schon vor Strafverbüßung sollten Polen, die zu mehr als drei Jahren Freiheitsstrafe verurteilt waren, und Tschechen und Deutsche, die zu mehr als acht Jahre Freiheitsstrafe verurteilt waren, an die SS zur Vernichtung durch Arbeit in einem Konzentrationslager ausgeliefert werden. Wenn eine Tat vorsätzlich begangen wurde, eine ernste Gefahr für die Kriegsführung verschuldet wurde, und der regelmäßige Strafrahmen nach gesundem Volksempfinden nicht ausreichte, konnte auf Todesstrafe erkannt werden.
Mit Eintritt in den Zweiten Weltkrieg tolerierte Hitler grundsätzlich keine sich an der Tatschuld orientierende Strafe mehr. Wenn die Besten an der Front fielen, müsse sich die Volksgemeinschaft von Schädlingen durch deren Ausmerzung reinigen. Ein Gradmesser für die Brutalisierung des völkischen Strafrechts ist die hohe Zahl der Todesurteile. Während vor 1933 nur für drei Straftatbestände die Todesstrafe vorgesehen war, gab es 1943/1944 wenigstens 46 Tatbestände, in denen die Todesstrafe angedroht war. Zwischen 1933 und 1945 verhängten die Gerichte über 40.000 Todesurteile.

### Völkische Strafrechtsreform
Die völkischen Strafvorschriften wurden in zahlreichen Einzelgesetzen verwirklicht, und meist nicht in das Reichsstrafgesetzbuch eingefügt. Ab 1933 beabsichtigte das Reichsjustizministerium eine Reform des gesamten Strafrechts. Im Mittelpunkt stand der Schutz völkischer Werte, wie Volksgemeinschaft, Staat, Rasse, Erbgesundheit und nationale Ehre. Eine amtliche Strafrechtskommission legte 1936 den Entwurf eines neuen Strafgesetzbuchs vor, welches das Reichsstrafgesetzbuch von 1871 ablösen sollte. Hitler lehnte es ab, den Entwurf als Gesetz zu beschließen. Er wünschte kein bis in die Einzelheiten geregeltes, abschließend gemeintes Strafrecht, sondern wollte freie Hand behalten.
Grundlegender Inhalt des Entwurfs war: Maßgebend ist für den Richter das gesunde Volksempfinden, das Quelle der Rechtserkenntnis ist. Die Tatbestände sollen dem Richter bei der Ermittlung des gesunden Volksempfindens sichere Leitbilder geben. Die völkische Sittenlehre ist die Moral. Das gesunde Volksempfinden ist unmittelbare Strafrechtspflege, die in ständigem Gleichklang mit dem Führerwillen erfolgen soll. Die Tatbestände des Besonderen Teils des Strafgesetzbuchs sollen Tätertypen statt Handlungsbeschreibungen aufstellen, wo die Volkssprache solche Tätertypen kennt. Tätertypen der Volkssprache seien: Volksverräter, Hochverräter, Landesverräter, Dieb, Räuber, Betrüger, Zuhälter und Wucherer. Der Unrechtsgehalt sollte in den Tatbeständen erkennbar sein. Bei der Abtreibung liege das Unrecht nicht in der Tötung, sondern in der Schwächung der Fortpflanzungskraft des Volkes.

## Völkisches Rechtsdenken im Bürgerlichen Recht
Völkisches Recht wurde mit Einzelgesetzen ins Bürgerliche Recht eingeführt. Der Schwerpunkt lag in der antisemitischen Gesetzgebung, die den Juden schon 1933 den bürgerlichen Tod brachte. Die Juden konnten viele zivilrechtliche Verträge nicht mehr schließen, weil sie zu vielen Berufen nicht mehr zugelassen waren. Ab 1937 häuften sich die Wohnraumkündigungen von Vermietern gegenüber ihren jüdischen Mietern. Kündigungen waren unzulässig nach dem Mieterschutzgesetz, das nach der Machtergreifung nicht verändert wurde. Entgegen dem Wortlaut dieses Gesetzes ließ die Rechtsprechung Kündigungen zu, weil jedes Gemeinschaftsverhältnis mit Juden möglichst schnell beendet werden müsse. 1939 wurde der Mieterschutz für Juden durch ein Gesetz abgeschafft. Im Erbrecht sollte ein Testament oder ein Erbvertrag nichtig sein, soweit er in einer dem gesunden Volksempfinden gröblich widersprechenden Weise gegen die Rücksichten verstößt, die ein verantwortungsvoller Erblasser gegen Familie und Volksgemeinschaft zu nehmen hat. Im Eherecht wurden die neuen Ehescheidungsgründe Verweigerung der Fortpflanzung und Vorzeitige Unfruchtbarkeit geschaffen. Diese Vorschriften wurden durch ein Kontrollratsgesetz als nationalsozialistisches Gedankengut aufgehoben und durch ein eigenes Ehegesetz des Alliierten Kontrollrats ersetzt.
Das Bürgerliche Gesetzbuch als Kodifikation des Zivilrechts wurde vom nationalsozialistischen Staat übernommen und neu legitimiert, mit Ausnahme der ausgegliederten Materien, die mit völkischen Inhalten neu geregelt wurden,.
Die NSDAP forderte aber schon in ihrem 25-Punkte-Programm von 1920 die Abschaffung des auf römischem Recht beruhenden Bürgerlichen Gesetzbuchs und die Einführung eines deutschen Gemeinrechts. Deshalb begann die Akademie für Deutsches Recht den Entwurf eines Volksgesetzbuchs. Sein Erstes Buch, „Der Volksgenosse“, wurde Ende 1942 veröffentlicht. Dem Volksgesetzbuch wurden die „Grundsätze des völkischen Gemeinschaftslebens“ vorangestellt. Die wichtigsten lauteten:
- Deutsches Blut, deutsche Ehre und Erbgesundheit sind reinzuhalten und zu wahren.

- Die Ehe ist Grundlage des völkischen Gemeinschaftslebens und dient dem höheren Ziel der Erhaltung und Mehrung von Art und Rasse.

- Erste Pflicht eines Volksgenossen ist es, seine Kräfte für die Volksgemeinschaft voll einzusetzen.

- Das Eigentum am deutschen Boden als dem Blut- und Kraftquell der Volksgemeinschaft begründet erhöhte Pflichten des Grundeigentümers zur sachgetreuen Verwaltung und Nutzung.

- Die Ausübung der Rechte muss sich nach Treu und Glauben und nach den anerkannten Grundsätzen des völkischen Gemeinschaftslebens richten.

- Der Richter spricht Recht nach freier, aus dem gesamten Sachstand geschöpften Erkenntnis und nach der von der nationalsozialistischen Weltanschauung getragenen Rechtsauslegung.

Der Entwurf blieb unvollständig. Die mit dem Entwurf befasste Akademie für Deutsches Recht wurde 1944 stillgelegt und die Arbeiten am Volksgesetzbuch wurden eingestellt.

## Völkisches Rechtsdenken im Völkerrecht
Die völkische Anschauung des Völkerrechts verneint den zentralen Grundsatz der souveränen Gleichheit der Staaten. Völker seien nicht gleich, und die von ihnen gebildeten Staaten eben so wenig. Nach nationalsozialistischer Auffassung ist das Recht von Staaten aus ihrer politischen, völkischen und rassischen Grundlage zu erklären. Darin unterscheidet sich die nationalsozialistische Rechtsauffassung vom italienischen Faschismus. Sie orientiert sich deshalb nicht am Territorialstaat und seinem Staatsvolk, das aus verschiedenen Rassen und Völkern bestehen kann. Der Begriff Staatsvolk sei ein jüdischer Begriff. Juden müssten auf dem Begriff des Staatsvolks bestehen, weil sie selbst kein rassisch hochwertiges Volk seien, und nur mit einem Staatsvolk aus rassisch minderwertigen Staatsbürgern einen Staat bilden könnten. Der Territorialstaat des herkömmlichen Völkerrechts sei ein mathematisch neutraler, leerer Raumbegriff, weil Juden keine Bindung zum angestammten Boden hätten. Großbritannien stimme freilich dem jüdisch definierten Territorialstaatsbegriff zu, weil er für die Sicherung der Verkehrswege des britischen Kolonialreichs von Nutzen sei. Frankreich vertrete ihn, weil er seiner kontinentalen Vorherrschaft in Europa dienlich sei.
Hitler äußerte 1937 die Auffassung, dass die Raumfrage für das deutsche Volk zu lösen sei, und dass das Deutsche Reich sich Österreich und die Tschechoslowakei einverleiben müsse. Die Einverleibung sei erforderlich, um den Rückgang des Deutschtums in beiden Ländern aufzuhalten. Außerdem verbessere sich dadurch die militärpolitische Lage Deutschlands, wenn es gegen Frankreich vorgehen müsse. Das deutsche Volk stelle einen in sich so geschlossenen Rassekern dar, dass es Anspruch auf einen größeren Lebensraum habe.

Die "Ordnung des Großraums"

Durch Erlass des Führers und Reichskanzlers vom 16. März 1939, also einem einseitigen staatsrechtlichen Akt wurden Böhmen und Mähren in das Deutsche Reich eingegliedert. Zwei Wochen später erklärte Carl Schmitt, dass jedes Reich seinen Großraum habe, in den seine politische Idee ausstrahle und der fremden Interventionen nicht ausgesetzt sein dürfe. In einer Großraumordnung gewähre das Führungsvolk den geführten Völkern eine abgestufte Autonomie. Das Führungsvolk orientiere sich dabei an einer konstruktiven Gerechtigkeit und errichte eine Ordnung der Sachgemäßheit. Im Großraum gäbe es aber für die geführten Völker keine Souveränität, keine Unabhängigkeit und keine territoriale Unversehrtheit.
Der Großraum biete den Vorteil, dass er den Handel steuern und kontrollieren könne, und so für eine krisenfeste und blockadefreie Wirtschaft sorge. Die souveränen Verfassungsstaaten ermöglichten nur privaten Handel, Kolonialismus und Imperialismus und dienten nur der britischen und amerikanischen Weltherrschaft. Später wurde betont, dass der Großraumgedanke nicht nur aus sich heraus ein Prinzip darstelle, sondern die Geltung völkischer Lebensprinzipien voraussetze. Die hierarchisch-vertikale Ordnung müsse rassisch sein, weil eine echte kontinentale Großraumordnung auf eine völkische Gliederung angewiesen sei. Die von einer unterschiedlichen Wertigkeit der Rassen und Völker ausgehende Vorstellung vom Völkerrecht gilt heute als pervertiert.

## Völkisches Recht und Naturrecht
Im Mittelpunkt des völkischen Naturrechtsdenkens stehe die Volks- oder Blutsgemeinschaft. Das völkische Naturrecht sei das Naturrecht der Gemeinschaft und ein Naturrecht aus Blut und Boden, und nicht das Naturrecht einer Gesellschaft. Deshalb fordere das Naturrecht den Volks- und Rassenstaat, in dem das ganze Volkstum, aber nicht die Artfremden vereinigt würden.
Die Grundannahme, dass es ein natürliches, den Gesetzen übergeordnetes, aus der Natur des Menschen herrührendes Recht gäbe, war vor und nach dem Dritten Reich weltweit verbreitet. An langdauernde naturrechtliche Vorstellungen knüpfte die völkische Rechtsliteratur an und machte sie sich zur Popularisierung des völkischen Rechtsdenkens zu Nutze. Das völkische Naturrecht lässt sich aber mit dem rationalistischen Naturrecht der Aufklärung nicht vereinbaren. Die geistigen Grundlagen des Naturrechts der Aufklärung sind die Gleichheit aller vor dem Gesetz, die unveräußerlichen Menschenrechte, die uneingeschränkte Volkssouveränität, und das Recht des Volkes, sich eine neue Regierung zu wählen. Ein Dokument des rationalistischen Naturrechts ist beispielsweise die amerikanische Unabhängigkeitserklärung vom 4. Juli 1776, nach der alle Menschen von ihrem Schöpfer mit unveräußerlichen Rechten ausgestattet sind, und nicht nur ein Volk und eine Rasse.